# 상징적 언론
상징적 언론(Symbolic speech)이란 언어를 통한 의사표현행위 이외에 언어 이외의 상징을 통하여 의사를 표현하는 의사표현적 행동, 예를 들면 행진, 피케팅, 완장의 착용과 같은 것으로 그것이 특정한 메시지를 전달하려는 의도가 있고, 주변상황으로 보아 의사표현이라고 인정되면 헌법상 표현행위로 인정될 수 있다.